# Танген, Эйвинн
Эйвинн Танген (норв. Eivind Tangen; род. 4 мая 1993, Берген) — норвежский гандболист.

## Карьера

#### Клубная
Начал профессиональную карьеру в клубе «Фюллинген». В 2016 году Эйвинн Танген перешёл в датский клуб «Мидтьюлланн». С сезона 2018/19, Эйвинн Танген будет выступать за датский клуб Скьерн

#### В сборной
Выступает за сборную Норвегии, сыграл 77 матча и забил 124 гола.

## Личная жизнь
Встречается с гандболисткой Стине Скугранн.

## Награды
- Серебряный призёр чемпионата Мира: 2017, 2019